# Крајња левица
Крајња левица (екстремна левица, ултра-левица) представља појам којим се означавају политички покрети, политичке странке и политичке идеје који припадају левици. Крајња левица тежи превазилажењу свих форми друштвене стратификације. Залаже се за директну демократију у политичкој и економској сфери.
Крајња левица се залаже за друштво које би било базирано на индивидуалној и колективној слободи, једнакости, солидарности и међусобној помоћи, лишено свих облика репресије, хијерархије и власти појединца над појединцем. Присталице крајње левице сматрају да је за остваривање ових идеја неопходно раскрстити са свим облицима ауторитарног начина организовања. Због тога се једни организују у радничке политичке странке и теже да парламентарно делују анти-системски одозго. Док, други се искључиво организују ванпарламентарно, на радним местима, у образовним установама, и уопште свим местима на којима су појединци понижени и експлоатисани, на принципима нехијерархијске директне демократије и делују анти-системски одоздо.
Присталице крајње левице сматрају да је свет подељен на експлоатисане, чији су најизразитији представници припадници радничке класе, и експлоататоре, међу којима се истиче капиталистичка класа. Радничку класу чине сви који су приморани да продају капиталистима своју радну снагу како би обезбедили друштвено и физички функционалну егзистенцију, а капиталистичку класу сви они који ту радну снагу експлоатишу. Интереси радничке класе су потпуно супротни интересима класе капиталиста која их израбљује, отуђује њихов рад и живи на њиховој грбачи. Док год постоји капиталистичка друштвено-економско уређење постојаће и ове две суштински супротстављене и сукобљене класе.
Свет је подељен на две класе: класу експлоататора (капитал) и класу експлоатисаних (рад), стога су за присталице крајње левице супротност слободе све структуре, организације или појединци који покушавају да одрже или погоршају такво стање. Залажући се за бескласно друштво боре се против државе (за њено одумирање или укидање) - структуре чија је једина сврха обезбеђивање и заштита интереса владајуће класе, и капиталистичких односа у друштву. Свакако, борбу присталица ове политичке идеје чини и борба против свих негативних производа таквог друштва: сваке врсте национализма и сваке врсте дискриминације.
Присталицама ове политичке филозофије је јасно да је испуњење њихових коначних захтева - ослобођење радничке класе и свих индивидуа које је чине, и превазилажење државе и капиталистичког система - потпуно супротно интересима политиканата и газда, стога, поред свакодневних борби на радном месту или кроз покрете и странке за побољшање услова рада, свесни су нужности радикалног раскида са оваквим друштвом и његове радикалне промене.
Крајња левица захтева корениту трансформацију друштва, из капитализма, у коме тренутно живимо, у друштво слободе, једнакости и солидарности – у самоуправну радничку демократију.
Неке од одлика за које се бори крајња левица су самоуправљање, федерализам и узајамна помоћ.
Самоуправљање значи управљање собом, својим радним местом и свим осталим аспектима живота. Оно подразумева директно и равноправно учествовање свих чланова у активностима заједнице. Крајња левица се залаже за то да појединци, колективи, радна места, општине, градови и друге заједнице саме директно-демократски одлучују о својој судбини, по својој слободној вољи, без уплитања било каквог ауторитета.
Федерализам, претпостављајући аутономију, на равноправним основама повезује друштвено-економске групације у заједничку организацију. Федерализам је својом структуром заправо федерација федерâција, односно конфедерација.
Сматрају да је узајамна помоћ много бољи начин напредовања појединца и целокупног друштва у односу на међусобно такмичење које постоји у капитализму. Узајамна помоћ произлази из посматрања света као целине, упркос различитостима.
Стога је крајња левица анти-ауторитарна, анти-капиталистичка, анти-милитаристичка, анти-клерикалистичка, анти-националистичка или ако вам се више свиђа, директно-демократска, социјалистичка, слободарска, секуларна, интернационалистичка...